# Николаевка (Приазовский район)
Николаевка (укр. Миколаївка) — село,
Анновский сельский совет,
Приазовский район,
Запорожская область,
Украина.
Код КОАТУУ — 2324580602. Население по переписи 2001 года составляло 612 человек.

## Географическое положение
Село Николаевка находится на берегах реки Корсак,
выше по течению на расстоянии в 2 км расположено село Петровка (Приморский район),
ниже по течению на расстоянии в 1,5 км расположено село Анновка.

## История
- 1862 год — дата основания.

## Экономика
- «Рассвет», ООО.

## Объекты социальной сферы
- Школы нет